# أبو البلاوي (مسلسل)
أبو البلاوي، مسلسل تلفزيوني عراقي، من إخراج محمد يوسف الجنابي.

## القصة
يكتشف أبو البلاوي بالصدفة، أن هناك رجل شبيه له يٌدعى أبو فارس، فيقرر أبو البلاوي استغلال الأمر، ويتسبب في وقوع مصائب ومشاكل كبيرة لشبيهه، يحقق ضابط شرطة في الأمر ويكتشف أن هناك أمر خطأ، وأن هذه الجرائم لا يمكن انتسابها لرجل مثل أبو فارس مُطلقًا إلى أن يكتشف الحقيقة.

## الممثلون
- خليل الرفاعي.
- سليمة خضير.
- سعاد عبد الله.
- كامل القيسي.
- خليل النعيمي.
- فوزي مهدي.
- راسم الجميلي.
- إبراهيم الهنداوي.
- صادق علي شاهين.
- عبد الجبار عباس.
- سمير القاضي.
- سهام السبتي
- خليل عبد القادر.
- بهجت الجبوري.
- محمد حسين عبد الرحيم.
- ليث عبد اللطيف.
- طارق خليفة.
- فاضل جاسم.
- أمل صادق.
- محمد القيسي.
- سناء سليم.
- قاسم صبحي.[1]